# Hypena phecomalis
Hypena phecomalis là một loài bướm đêm trong họ Erebidae.